# (16402) Olgapopova
(16402) Olgapopova est un astéroïde de la ceinture principale.

## Description
(16402) Olgapopova est un astéroïde de la ceinture principale. Il fut découvert le 26 octobre 1984 à la station Anderson Mesa par Edward L. G. Bowell. Il présente une orbite caractérisée par un demi-grand axe de 2,33 UA, une excentricité de 0,18 et une inclinaison de 7,2° par rapport à l'écliptique.

## Compléments